# Love in This Club Part II

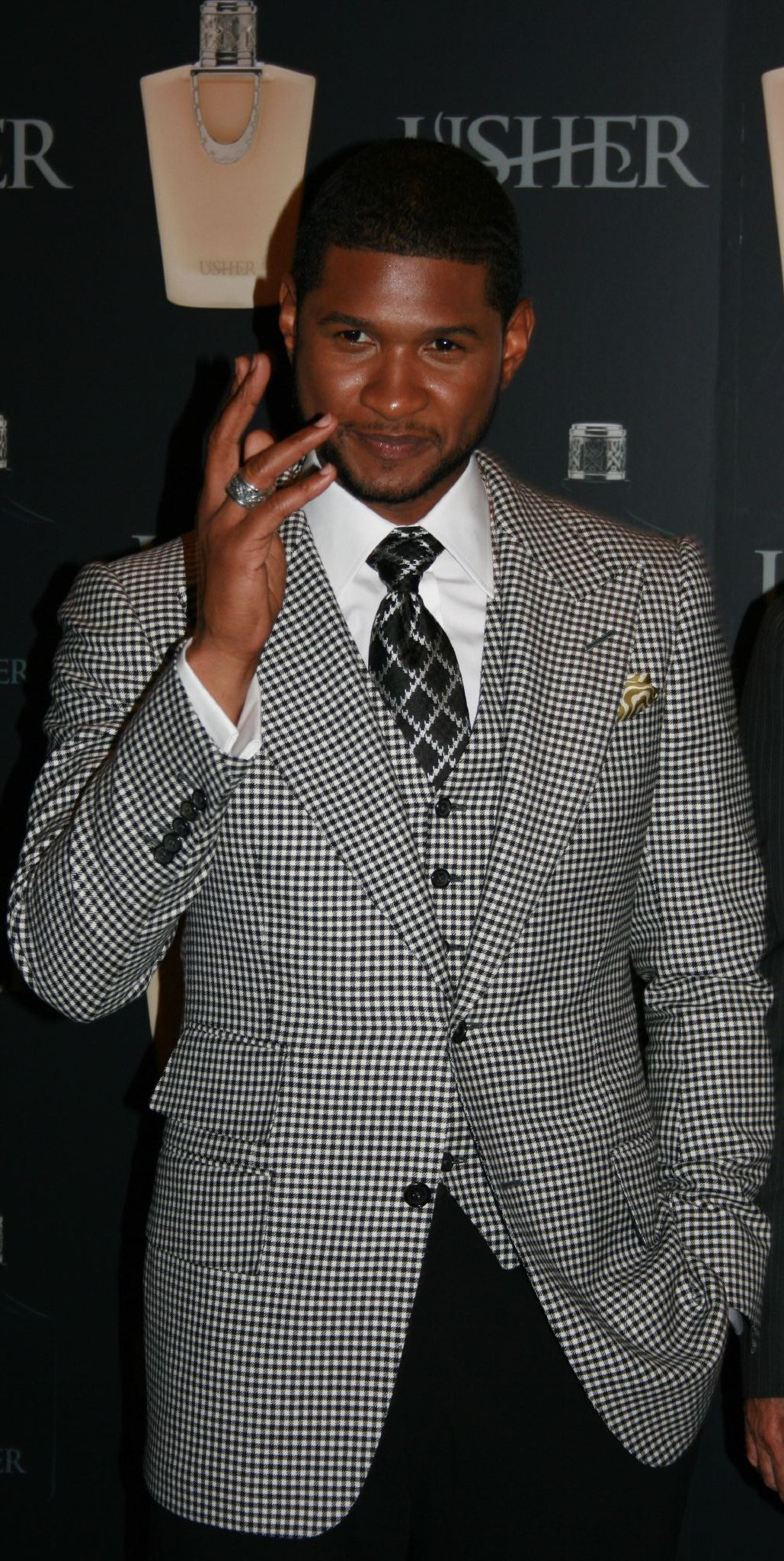
Usher

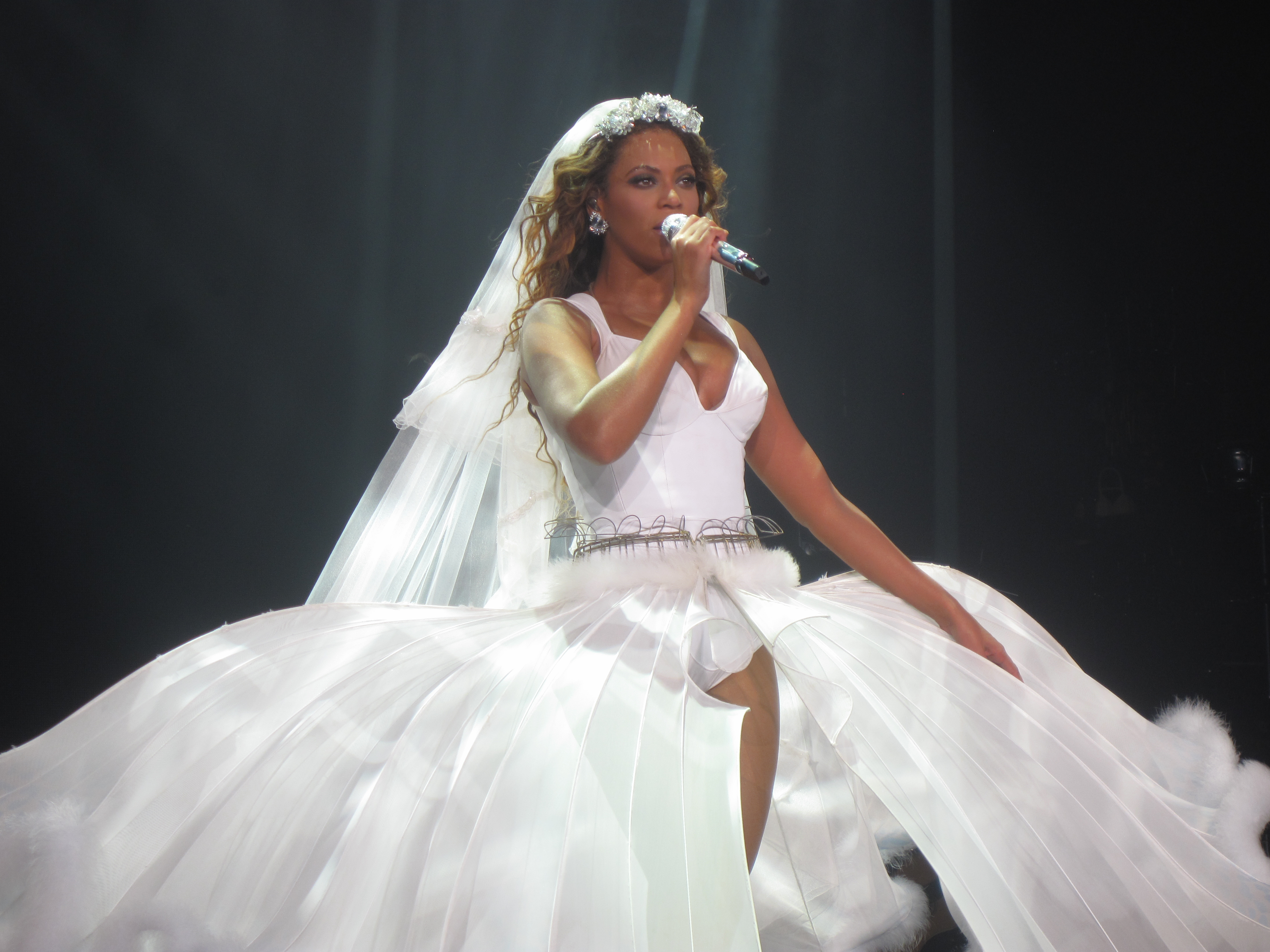
Beyoncé

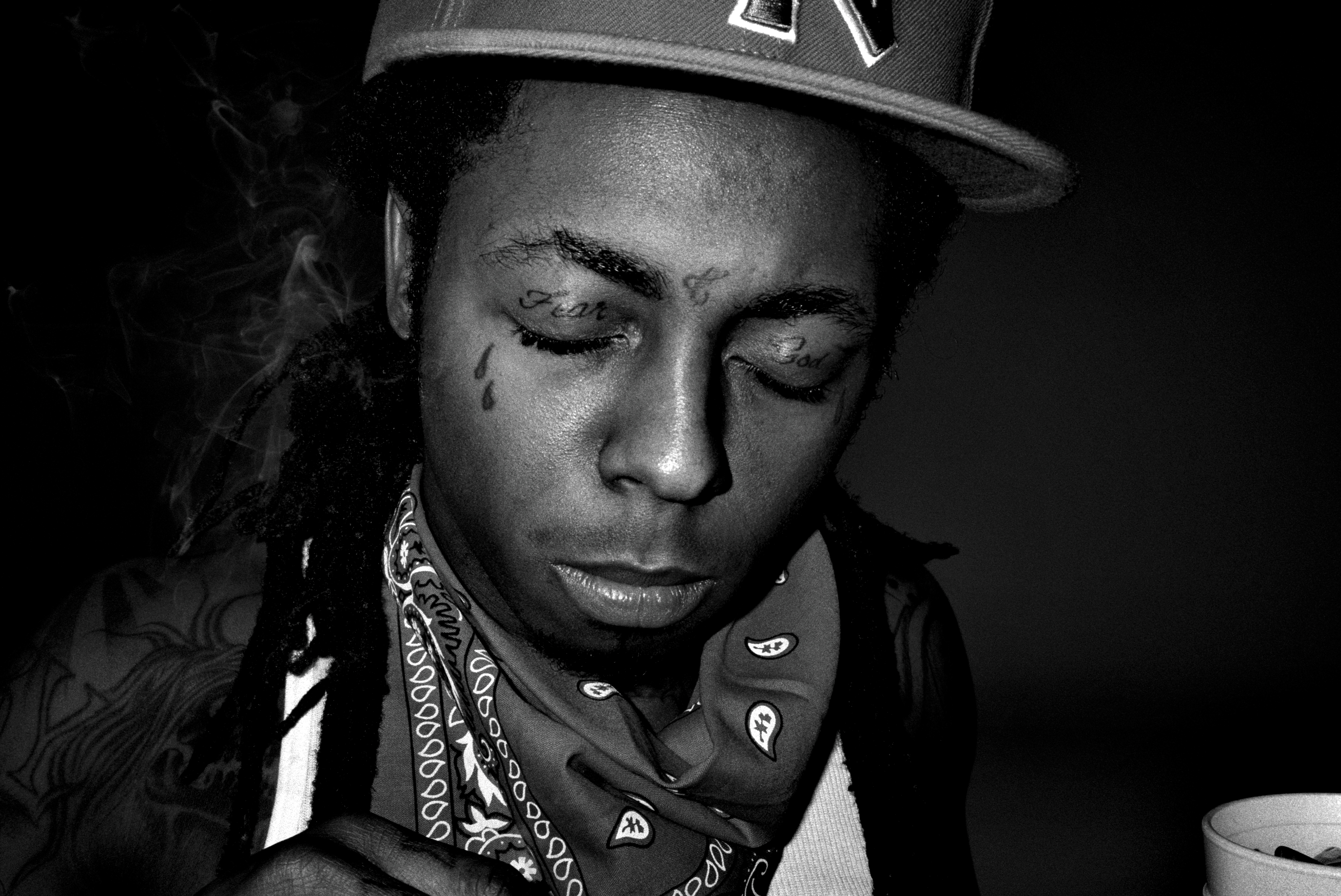
Lil Wayne

Love In This Club (Part II) ist ein Song des US-amerikanischen R&B-Sängers Usher und der Musiker Lil Wayne und Beyoncé. Die Single erschien auf Ushers Studioalbum Here I Stand und wurde am 28. April 2008 als Download-Single veröffentlicht. Love In This Club (Part II) ist die zweite Single aus dem Album Here I Stand. Sie wurde von Soundz produziert und in Los Angeles aufgenommen. Geschrieben wurde sie von Usher selbst mit Unterstützung von Polow Da Don, Lamar Taylor, Young Jeezy, Ryon Lovett, Keith Thomas und Darnell Dalto.

## Hintergrund
Der Original-Song heißt Love In This Club und wird von Usher und Young Jeezy gesungen. Usher sagte in einem Interview mit MTV: „Ich wollte, dass es eine Überraschung wird, so in der Art wie ein Schock. Der Remix ist viel verrückter als das Original-Stück“. Angesprochen auf die Zusammenarbeit mit Beyoncé Knowles, sagte er: „Es ist ein Vergnügen für mich, mit ihr zusammengearbeitet zu haben. Ich habe seit Jahren versucht, ein Duett mit Beyoncé aufzunehmen, aber wir beide waren sehr beschäftigt. Auch wenn es nur ein Remix ist, ist es für mich wirklich eine besondere Aufnahme“.

## Rezeption
Shaheem Raid von MTV hob den Gesang Ushers hervor. Dagegen kritisierte Josh Ells vom Magazin Blender, das Stück würde zwei der begehrenswertesten Menschen auf diesem Planeten keusch klingen lassen.

## Kommerzieller Erfolg

### Chartplatzierungen
Love In This Club (Part II) war eine recht erfolgreiche Single in den Vereinigten Staaten. In den offiziellen Billboard Single Charts erreichte die Single Rang 18 und hielt sich 14 Wochen in den Top 100. In den Billboard R&B Charts schaffte es die Single auf Platz 7.
| ChartsChartplatzierungen       | Höchstplatzierung | Wochen |
| ------------------------------ | ----------------- | ------ |
| Vereinigte Staaten (Billboard) | 18 (14 Wo.)       | 14     |

### Auszeichnungen für Musikverkäufe
| Land/Region               | Auszeichnungen für Musikverkäufe (Land/Region, Auszeichnung, Verkäufe) | Verkäufe  |
| ------------------------- | ---------------------------------------------------------------------- | --------- |
| Neuseeland (RMNZ)         | Platin                                                                 | 30.000    |
| Vereinigte Staaten (RIAA) | Platin · + Gold (Mastertone)                                           | 1.500.000 |
| Insgesamt                 | 1× Gold · 2× Platin ·                                                  | 1.530.000 |

Hauptartikel: Usher/Auszeichnungen für Musikverkäufe